# Железен сулфид
Железният сулфид (с химична формула FeS) е химично съединение на желязо и сяра, където степента на окисление на желязото е Fe+2, а на сярата е S-2. Получава се при прякото взаимодействие на желязо и сяра:
Fe + S → FeS